# جنگ‌های افغان‌ها و سیک‌ها
جنگ‌های افغان‌ها و سیک‌ها مجموعه‌ای از جنگ‌ها میان امپراتوری مسلمان درانی (به مرکزیت افغانستان امروزی) و امپراتوری سیک (واقع در منطقه پنجاب) بود. این جنگ‌ها در سه دوره برقرار شدند. در دوره اول سیک‌ها لاهور را از افغان‌ها باز پس گرفتند و آن‌ها را به بیرون از منطقه راندند. در مرحله دوم افغان‌ها بدون جنگ لاهور را باز پس گرفتند و سیک‌ها با عقب‌نشینی، شروع به انجام جنگ‌های چریکی بر ضد افغان‌ها کردند و بدینگونه افغان‌ها مجبور به عقب‌نشینی شدند. در دوره سوم جنگ‌ها، در پی چندین نبرد، نه تنها افغان‌ها نتوانستند پیشاور را بازپس گیرند، بلکه کشمیر را نیز از دست دادند و این سرزمین هم به امپراتوری سیک پیوست.